# Бролуцизумаб
Бролуцизумаб  — лекарственный препарат, фрагмент моноклонального антитела для лечения возрастной макулярной дегенерации. Одобрен для применения: США (октябрь 2019), Европа (февраль 2020), Россия (ноябрь 2020).

## Механизм действия
ингибирует VEGF-A.

## Показания
- неоваскулярная (влажная) возрастная макулярная дегенерация[4].

## Противопоказания
- глазные или периокулярные инфекции
- внутриглазное воспаление
- Гиперчувствительность

## Беременность
- Женщины детородного возраста во время лечения и 1 мес. после него должны использовать методы контрацепции.[4]

## Способ применения
Внутриглазная инъекция